# Dabel
Dabel település Németországban, Mecklenburg-Elő-Pomeránia tartományban. Lakosainak száma 1357 fő (2023. december 31.).

## Népesség
A település népességének változása:
| Lakosok száma | 1398 | 1379 | 1389 | 1353 | 1357 |
|               | 2017 | 2019 | 2021 | 2022 | 2023 |